# Шевен (Ен)
Шевен (фр. Chevennes) насеље је и општина у североисточној Француској у региону Пикардија, у департману Ен (Пикардија) која припада префектури Вервен.
По подацима из 2011. године у општини је живело 141 становника, а густина насељености је износила 23,27 становника/km². Општина се простире на површини од 6,06 km². Налази се на средњој надморској висини од 124 метара (максималној 161 m, а минималној 115 m).

## Демографија
| 1962. | 1968. | 1975. | 1982. | 1990. | 1999. | 2011. |
| ----- | ----- | ----- | ----- | ----- | ----- | ----- |
| 120   | 157   | 132   | 146   | 136   | 155   | 141   |

График промене броја становника у току последњих година